# La pelle (film)
La pelle è un film del 1981, diretto da Liliana Cavani.
Il soggetto è tratto dal romanzo omonimo di Curzio Malaparte. Vietato ai minori di 14 anni a causa di alcuni temi e argomenti scabrosi e violenti, è stato presentato alla Mostra del cinema di Venezia. Marcello Mastroianni interpreta il ruolo dello scrittore Malaparte.

## Trama
Napoli, 1944, seconda guerra mondiale. Tra miseria e macerie di una città appena liberata, Curzio Malaparte, capitano del Corpo Italiano di Liberazione, quel che resta del Regio Esercito, media tra gli Alleati e la popolazione di Napoli, dove tutto accade nonostante la vita continui.
Prigionieri tedeschi venduti a peso, un carro armato americano smontato in pieno centro da abili scugnizzi, quartieri dichiarati off limits ai soldati alleati, bambini dati dalle loro madri indigenti ai soldati nordafricani per essere posseduti, e tante altre scene di ordinaria follia bellica, la cui apoteosi sta nella tragica eruzione del Vesuvio.
Infine una fanatica aviatrice statunitense viene violentata da alcuni commilitoni, e un romano festante viene travolto da un carro armato alleato sulla via Appia. Un banale incidente per i militari, il segno di una tremenda sconfitta per il protagonista.

## Distribuzione
Fu presentato in concorso al 34º Festival di Cannes.

## Riconoscimenti
Per la sua interpretazione nel film, Claudia Cardinale ha vinto il Nastro d'argento alla migliore attrice non protagonista (1982).